# Dragunara
Koordinati:   43°51′40″N, 15°13′18″E
Dragunara je majhen nenaseljen otoček v Jadranskem morju. Pripada Hrvaški.
Dragunara leži v Narodnem parku Kornati ved otočkoma Šilo Veliko in Aba Duga. Površina otočka meri 0,016 km². Dolžina obalnega pasu je 0,52 km.